# Joseph de Jussieu
Joseph de Jussieu (Lione, 3 settembre 1704 – Parigi, 11 aprile 1779) è stato un botanico francese.
Fratello di Antonine e Bernard de Jussieu, illustri botanici francesi. Studiò scienze naturali e medicina a Lione e Parigi. Nel 1735 seguì Charles Marie de La Condamine nella sua spedizione con lo scopo di misurare l'arco di un meridiano. Quando il resto della spedizione rientrò in patria, egli restò in Sud America per approfondire le proprie ricerche e si dedicò allo studio delle piante e all'esplorazione di diverse aree del Perù. 
Restò in America per 35 anni, poi nel 1771, a causa di gravi problemi di salute, rientrò in Francia; le sue condizioni di salute peggiorarono sino a quando nel 1779 morì senza riuscire a completare la stesura delle proprie memorie. Una parte dei suoi scritti e dei suoi studi sono andati persi (erano in gran parte manoscritti non pubblicati) però gli esemplari da lui raccolti sono attualmente conservati al Museo nazionale di storia naturale di Francia.
Tra i suoi contributi alla botanica vanno menzionati l'introduzione in Europa dell'Heliotropium peruvianum e i suoi studi sulla Cinchona dalla cui corteccia si estrae il chinino. Nel 1758 fu ammesso all'Académie des sciences di Parigi.